# Piéride de la moutarde
Leptidea sinapis
Espèce
La Piéride de la moutarde ou Piéride du lotier (Leptidea sinapis) est une espèce paléarctique de lépidoptères (papillons) de la famille des Pieridae et de la sous-famille des Dismorphiinae. Elle ressemble beaucoup à la Piéride de Réal (Leptidea reali) et à la Piéride irlandaise (Leptidea juvernica), avec lesquelles elle forme un complexe d'espèces cryptiques.

## Noms vernaculaires
La Piéride de la moutarde ou Piéride du lotier se nomme Wood White en anglais, Senfweißling en allemand et boswitje en néerlandais.

## Description

### Papillon
L'imago de la Piéride de la moutarde est un petit papillon blanc d'une envergure de 19 à 24 mm, aux ailes étroites et à l'apex arrondi. Il présente une macule apicale grise sur le dessus de l'aile antérieure, moins marquée chez la femelle que chez le mâle.

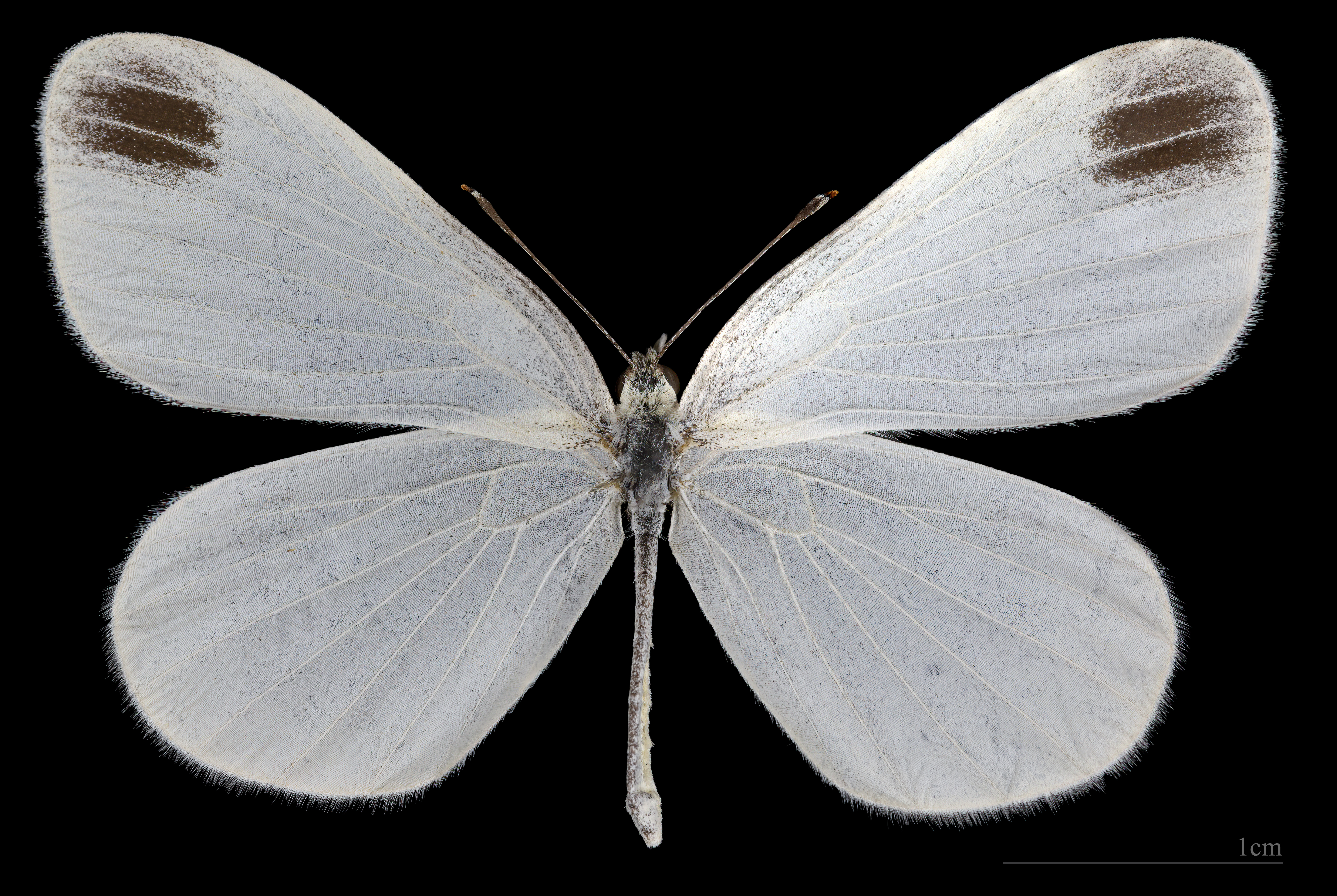
Leptidea sinapis ♂ MHNT
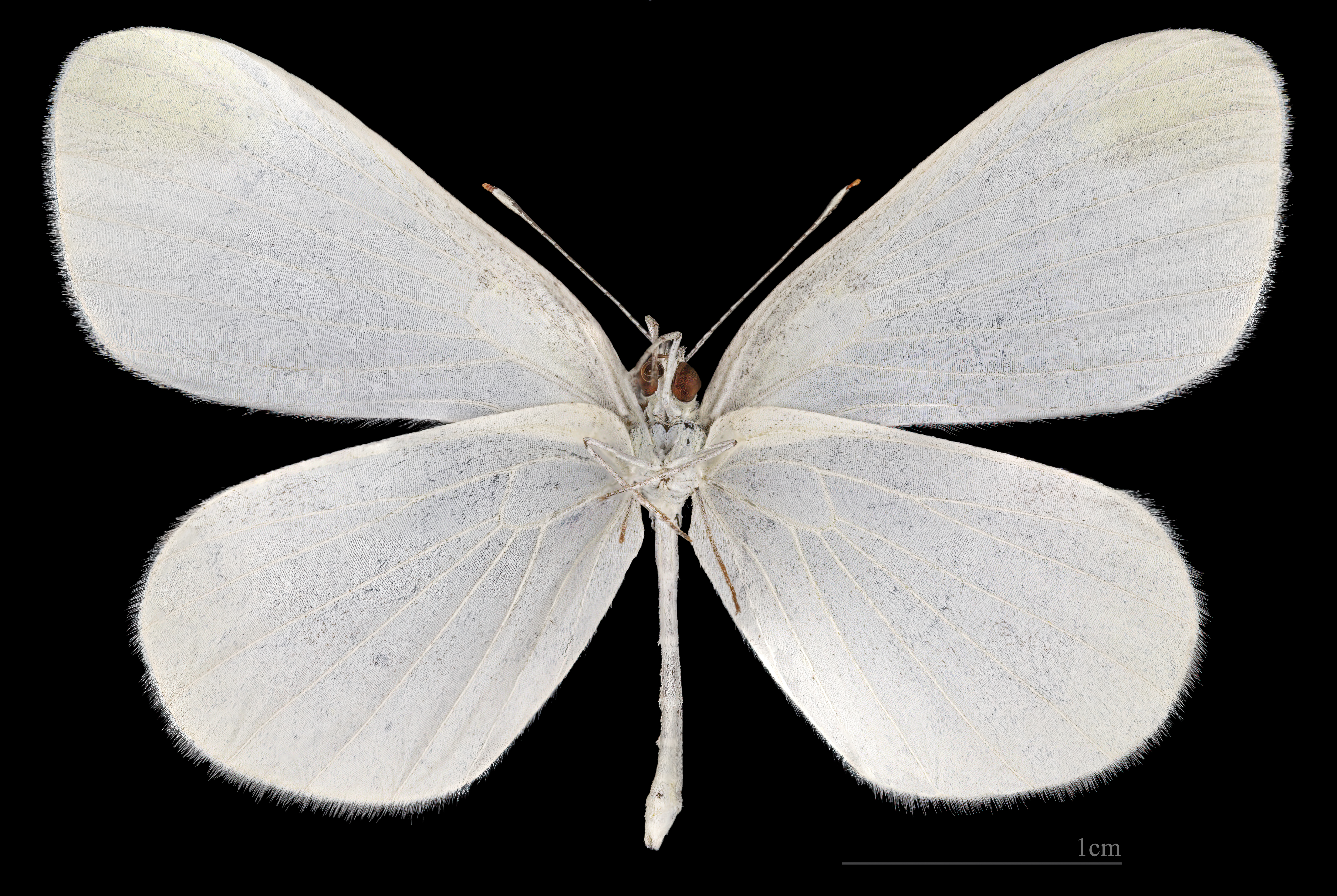
Leptidea sinapis ♂  △ MHNT
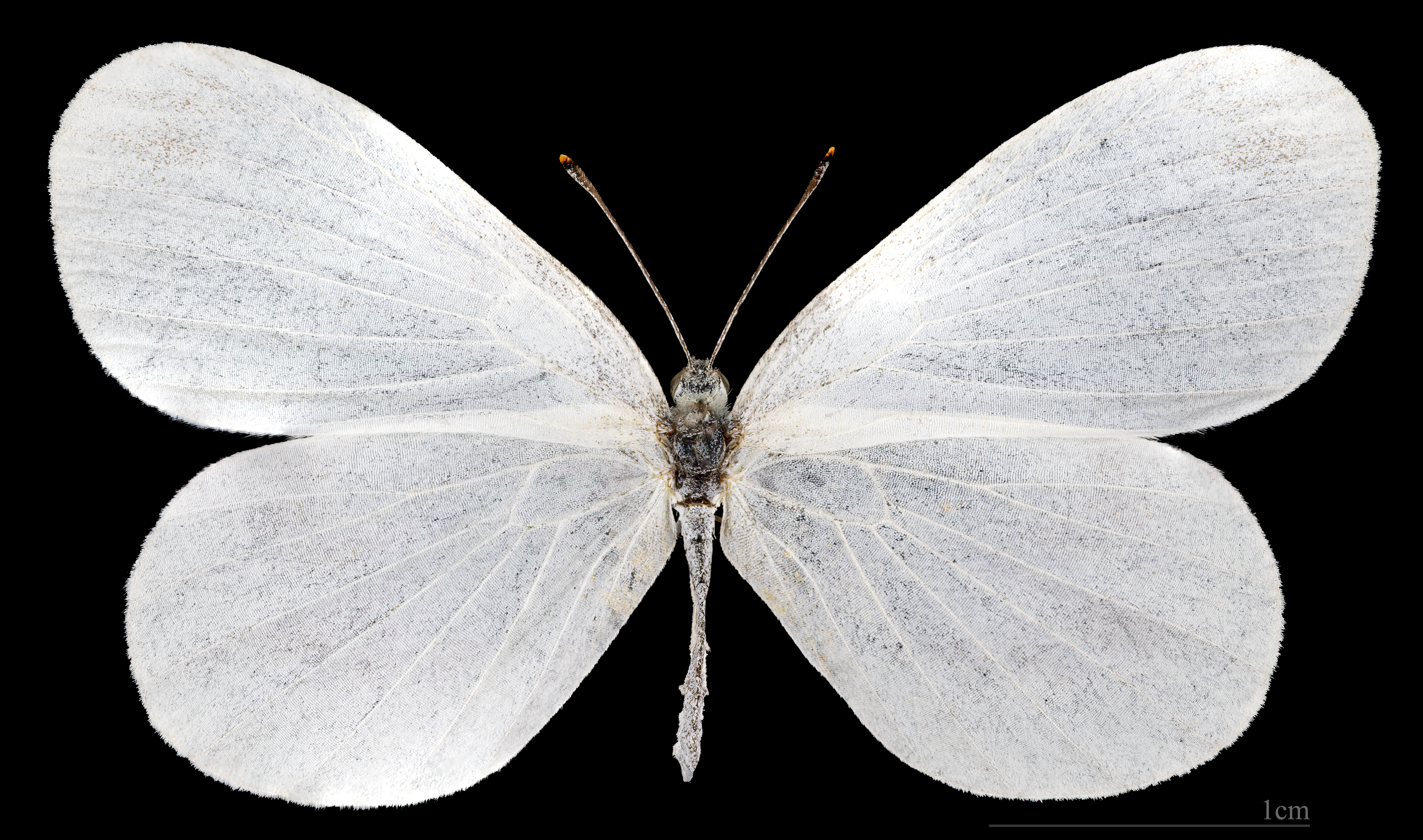
Leptidea sinapis  ♀  MHNT
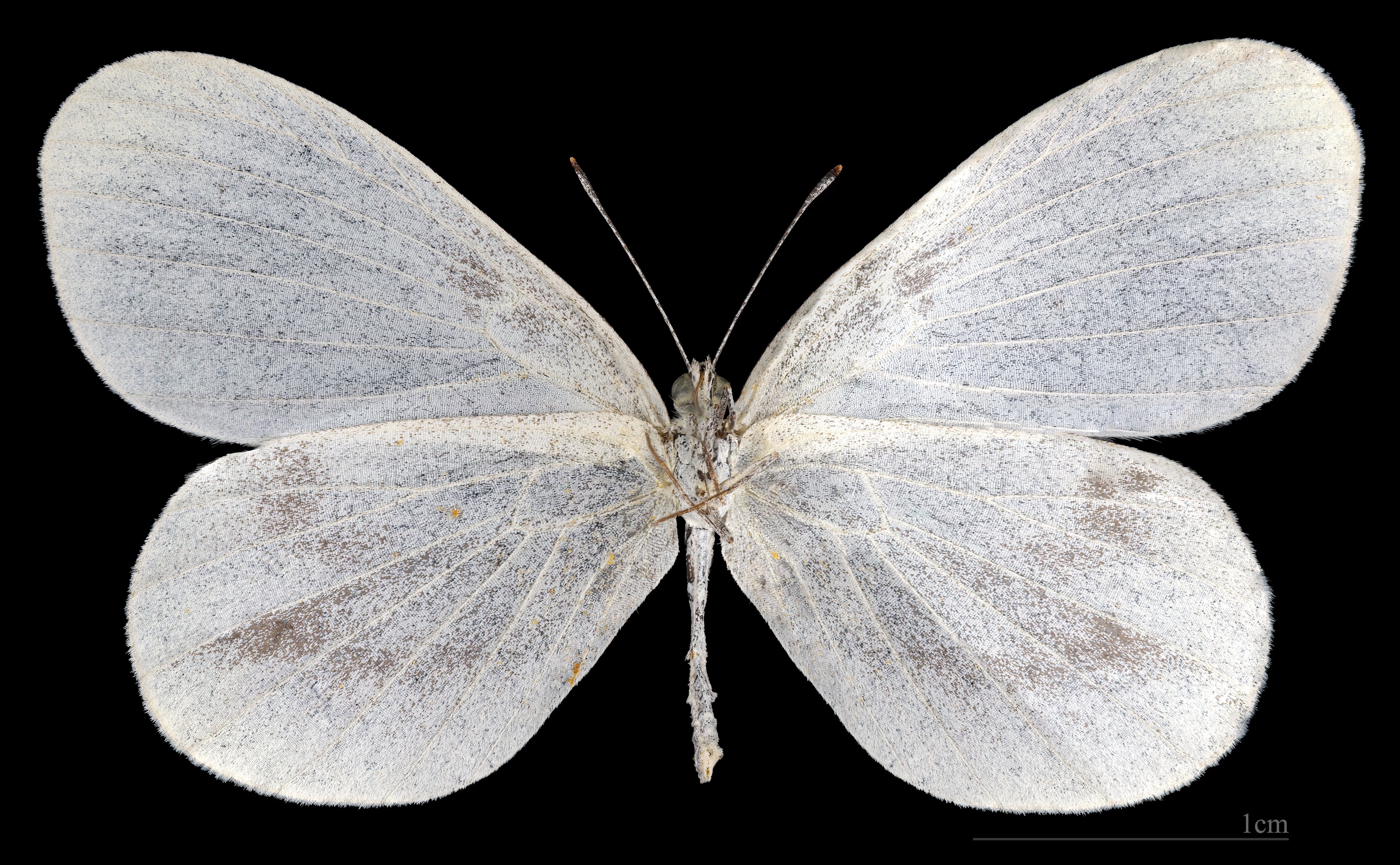
Leptidea sinapis  ♀ △ MHNT

#### Espèces ressemblantes
Cette espèce ne peut être distinguée de la Piéride de Réal (Leptidea reali) et de la Piéride irlandaise (Leptidea juvernica) que par l'examen des pièces génitales ou par une analyse moléculaire. L'ornementation alaire ne permet pas une identification certaine.

### Chenille et chrysalide
Les œufs blancs deviennent jaunes et donnent une chenille vert vif à raie jaune sur le côté. La chrysalide est vert clair.

## Biologie

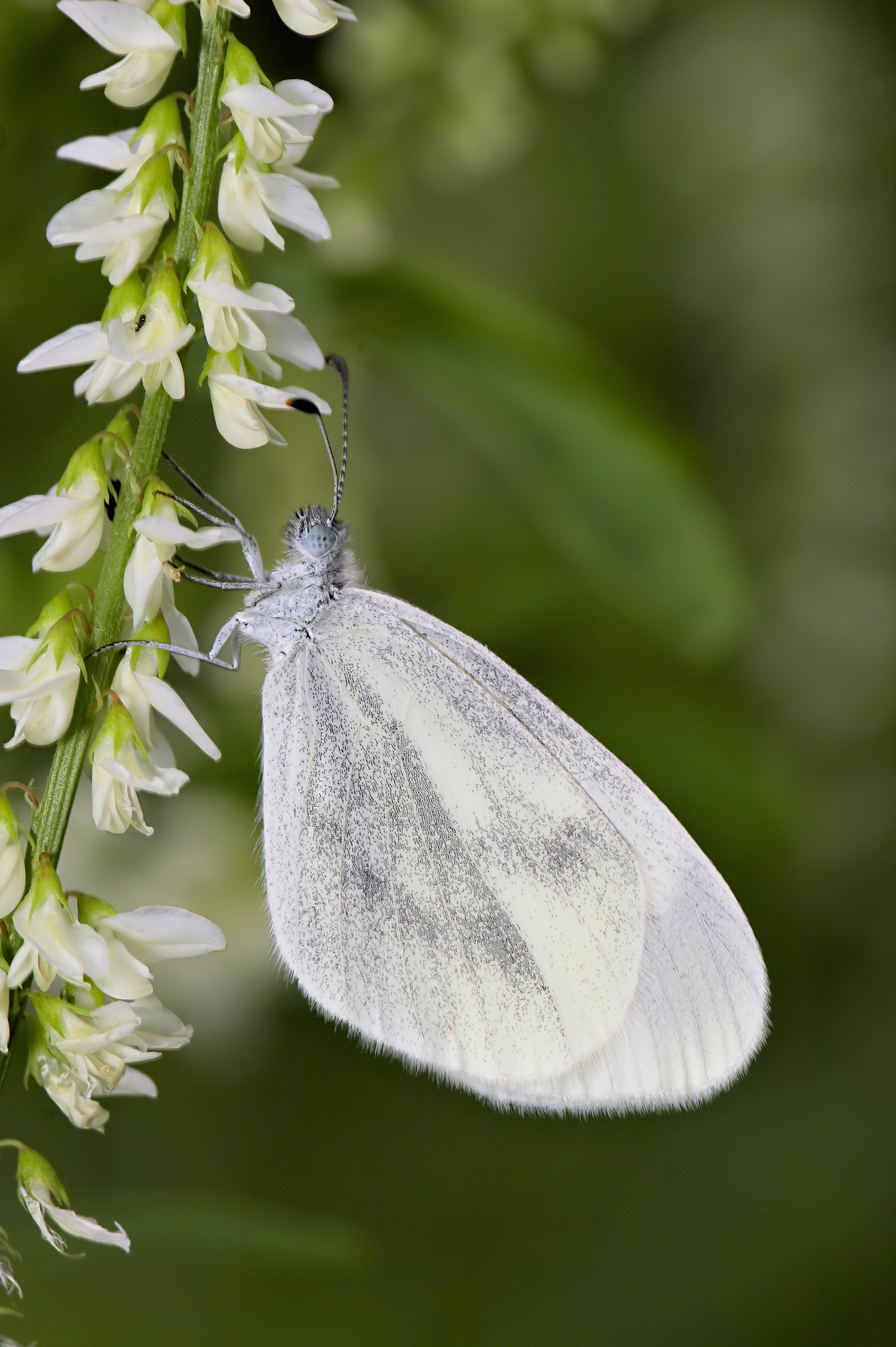
Exemplaire de la génération estivale, en Allemagne.

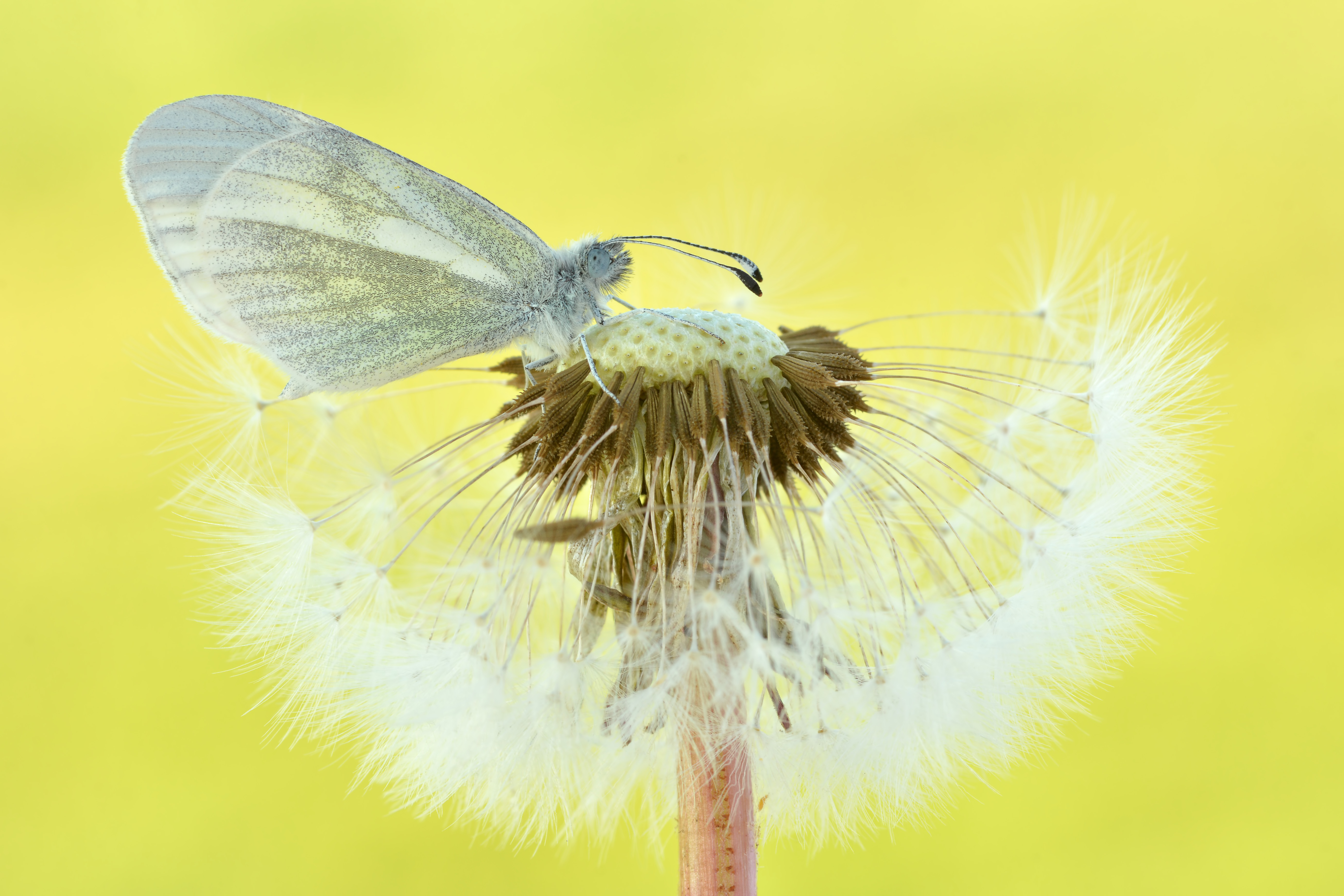
Exemplaire de la génération printanière sur une Cichorieae, en Allemagne.

### Période de vol et hibernation
L'imago vole d'avril à septembre. On compte une, deux à trois générations suivant la latitude et l'altitude (0 à 2 000 mètres) de son habitat. L'espèce hiverne au stade de chrysalide.

### Plantes hôtes
Ses plantes hôtes sont diverses fabacées (légumineuses) : des lotiers, vesces et gesses.

### Biotopes et vol
La Piéride de la moutarde affectionne les lisières et clairières des bois clairs, les prairies, les friches, qu'elle parcourt d'un vol lent et bas.

## Distribution
Leptidea sinapis est (ou était récemment) présent dans toute l'Europe occidentale et du Maroc jusqu'au Caucase et en Syrie.
En France métropolitaine, l'espèce est présente dans tous les départements, y compris la Corse.

## Protection
L'espèce n'a pas de statut de protection particulier en France.

## Systématique
L'espèce Leptidea sinapis a été décrite par le naturaliste suédois Carl von Linné en 1758, sous le nom initial de Papilio sinapis. 
Elle est l'espèce type du genre Leptidea Billberg, 1820.

### Sous-espèces
Certains auteurs reconnaissent plusieurs sous-espèces, par exemple, selon FUNET Tree of Life (28 août 2019) :
- Leptidea sinapis sinapis (Linnaeus, 1758)
- Leptidea sinapis pseudodiniensis (Pfeiffer 1927)
- Leptidea sinapis melanoinspersa Verity, 1911

### Découverte d'espèces cryptiques
En 1962, plus de 200 ans après la description de l'espèce par Linné, Réal notait que deux formes saisonnières volaient en même temps dans les Pyrénées orientales françaises. À la fin des années 1980, d'après l'étude morphologique des organes génitaux de ces deux formes de papillon, Lorković suggère que Réal a observé deux espèces distinctes. L'espèce "nouvelle" est décrite sous le nom lorkovicii en 1988, un nom invalide remplacé par reali (Reissinger, 1989). 
Des études ultérieures ont confirmé que les organes génitaux féminins et masculins de ce papillon différaient chez ce qu'on avait jusqu'alors pris pour deux formes d'une même espèce. Leptidea sinapis et Leptidea reali ont alors été distinguées, et considérées comme sympatriques dans la majeure partie de l'Europe (Lorković, 1993; Leestmans & Mazel, 1996).
La forme de ces organes (en particulier du pénis du mâle, plus long chez l'espèce dont la femelle possède un canal récepteur également plus long, ce qui suggère un mécanisme de type clé/serrure) semble pouvoir expliquer l'isolement reproductif de chacun de ces deux taxons. En revanche, les tentatives initiales de trouver des différences morphologiques fiables dans la forme des ailes se sont avérées vaines.
Une étude publiée en 2011 a ensuite démontré que l'espèce qu'on appelait jusque-là Leptidea reali cachait à son tour une troisième espèce : Leptidea juvernica, dont elle est indiscernable tant par l'ornementation alaire que par les genitalia : seule une analyse moléculaire ou caryologique permet leur distinction. L. juvernica est l'espèce ancestrale du triplet sinapis-reali-juvernica, et semble être présente dans une large partie de l'Europe, où elle cohabite avec L. sinapis. L. reali au sens strict ne semble être présente que dans le Sud-Ouest de l'Europe, mais pourrait être en contact avec L. juvernica dans les Alpes françaises.

### Cline Chromosomale
Une étude récente a démontré que la piéride de la moutarde présentait un fort cline chromosomal avec un nombre de chromosomes variant de 2n = 106 en Espagne jusqu'à 2n = 56 à l'est de la zone de répartition dans le Kazakhstan. Cette accumulation de modifications génétiques pourrait faire de L. sinapis une espèce modèle pour l'étude de la spéciation.